# Enkronan
Enkrona är ett mynt värt 1 krona i t.ex. den svenska, norska, danska, isländska och tjeckiska valutan.

## Svenska enkronor
Det svenska enkronemyntet är ett kopparfärgat svenskt mynt med värdet 1 svensk krona. Det väger 3,6 gram, har en diameter på 19,5 mm, en kanthöjd på 1,79 mm och består av kopparpläterat stål, det vill säga en tunn yta av koppar över en kärna av stål.
Det nuvarande myntet infördes i oktober 2016. Innan dess var det svenska enkronemyntet silverfärgat. Det vägde 7 gram, hade en diameter på 25 mm, en kanthöjd på 1,88 mm och var legerad av 75 % koppar och 25 % nickel. Inga av de svenska 1-kronor som getts ut från och med år 1875 till och med 2016 är längre giltiga betalningsmedel.

### Historia
Det nuvarande kopparfärgade formatet innebär en markant skillnad mot tidigare enkronemynt. Tidigare har det silverfärgade enkroneformatet präglats näst intill utan storleksförändring i Sverige sedan 1830. Namnet krona infördes 1873 i samband med den skandinaviska myntunionen, och det äldsta 1-kronasmyntet har årtalet 1875.
Enkronan har inte präglats varje år, senast inte 2011. Tabellen visar de förändringar som inträffat.
| År   | Valör                | Diameter [mm] | Vikt [g] | Silvervikt [g] | Not                                                          |
| ---- | -------------------- | ------------- | -------- | -------------- | ------------------------------------------------------------ |
| 1830 | 1/4 riksdaler specie | 24,6          | 8,5      | 6,375          |                                                              |
| 1857 | 1 riksdaler riksmynt | 24,9          | 8,5      | 6,375          | 1 riksdaler specie byts till 4 riksdaler riksmynt            |
| 1875 | 1 krona              | 25            | 7,5      | 6              | riksdaler riksmynt döps om till krona                        |
| 1942 | 1 krona              | 25            | 7        | 2,8            |                                                              |
| 1968 | 1 krona              | 25            | 7        | 0              |                                                              |
| 2016 | 1 krona              | 19,5          | 3,6      | 0              | materialet byts till kopparpläterat stål från koppar-nickel. |

Enkronan har också ändrat utseende flera gånger utan att mått eller vikt förändrats. Den har dock alltid haft ett porträtt på kungen.

#### 1875–1907
Enkronan har ett porträtt av Oscar II på åtsidan och Stora riksvapnet med kungakrona och vaktande lejon samt valspråk på frånsidan. Porträttets utseende ändrades flera gånger och finns i fyra variationer, där det med den kraftigare kungaprofilen endast förekom 1906-1907.
Lea Ahlborn och Adolf Lindberg stod för porträtten på Oscar II:s enkronor.

#### 1909–1942
Enkronan har ett porträtt på Gustaf V på åtsidan och Stora riksvapnet med kungakrona och serafimerkedja samt valspråk på den andra. Adolf Lindberg gjorde det porträtt som användes 1910-1942, medan hans son, Erik Lindberg gjorde det efterföljande, 1942-1950.

#### 1942–1950
Enkronan skiljer sig från den tidigare genom en mer utslätad gravyr och ett avsevärt åldrat porträtt av Gustaf V. Årtalet är flyttat till sidan med riksvapnet och valspråket till sidan med porträttet. Samtidigt sänktes silverhalten från 80 till 40 % och vikten från 7,5 till 7 gram.
Genom att förändringen gjordes alldeles i början av räkenskapsåret 1942, kom en liten andel av enkronorna med årtalet 1942 att vara av den gamla designen och en avsevärt större del den nya. Enkronor av år 1942 med den högre silverhalten har därmed kommit att bli eftertraktade av samlare.

#### 1952–1975
Enkronan har ett porträtt på Gustaf VI Adolf på åtsidan och Stora riksvapnet med kungakrona samt valspråk på frånsidan. Den slutade innehålla silver år 1968, då det präglades enkronor både i silver och i kopparnickel. Många av de silverhaltiga från 1968 och tidigare innehas av samlare. Många mynt har även smälts ned, då silvervärdet är cirka 12 kronor (november 2013, dubbelt för de före 1942), och de mer slitna inte har haft samma samlarvärde.

#### 1976–2000
Detta mynt är designad av Lars Englund. Kanten är räfflad och myntet är av silverfärgad kopparnickel.
Åtsidan är ett porträtt på Carl XVI Gustaf med texten "CARL XVI GUSTAF • SVERIGE".
Frånsidan är en avbildning av Lilla riksvapnet med kunglig krona. Ovan visas texten "FÖR SVERIGE I TIDEN" som är kungens valspråk och nedtill visas valören "1 KR".

#### 2000, millenniemyntet
Myntet präglades i begränsad upplaga med anledning av millennieskiftet och är designat av Bo Thorén. Kanten är räfflad och myntet är av kopparnickel.
Åtsidan är ett porträtt av kung Carl XVI Gustaf med texten "KUNG CARL XVI GUSTAF" och "SVERIGE * ÅR 2000". 
Frånsidan består av Carl XVI Gustafs krönta namnchiffer med kunglig krona. Ovan visas texten "FÖR SVERIGE I TIDEN" som är kungens valspråk och nedtill visas valören "1 KRONA".

#### 2001–2016
Denna enkrona är designad av Ernst Nordin. Kanten är räfflad och myntet är av kopparnickel.
Åtsidan är ett porträtt av Carl XVI Gustafs med texten "CARL XVI GUSTAF • SVERIGES KONUNG ".
Frånsidan är en avbildning av en kunglig krona med kungens valspråk "FÖR SVERIGE • I TIDEN". Undertill den kungliga kronan visas valören "EN KRONA" samt siffran "1".
De slutade tillverkas 2016 och blir tillsammans med äldre enkronor ogiltiga 30 juni 2017.

#### 2009, Finlandsmyntet
Från 15 januari och under resten av 2009 hade de enkronor som gavs ut en annan utformning på frånsidan för att uppmärksamma att det då var tvåhundra år sedan Finland separerades från Sverige i efterdyningarna av Finska kriget, 1809.
Frånsidan har designats av Annie Winblad Jakubowski och ska symboliskt avbilda havet som förbindelselänk mellan Sverige och Finland. Ett citat löper runt myntets övre kant och omringar havet. Citatet är hämtat ur Anton Rosells bok  Studentbesöket i Finland 1857 och lyder: DEN UNDERBARA SAGAN OM ETT LAND PÅ ANDRA SIDAN HAFVET.
Åtsidan är oförändrad, formgiven av Ernst Nordin, och avbildar Carl XVI Gustafs porträtt i profil.

#### 2013, tronjubileumsmyntet
Med anledning av konung Carl XVI Gustafs 40-åriga regering så var alla enkronor präglade 2013 med en annan frånsida, åtsidan formgiven av Ernst Nordin var dock oförändrad..
Frånsidan som även den formgivits av Ernst Nordin visar konungens krönta monogram. Kronan omgives av myntmästarmärket - SI för Stefan Ingves och utgivningsorten - S för Stockholm. Mellan kronan och själva monogrammet återfinns konungens valspråk FÖR SVERIGE I TIDEN. På var sida om monogrammet står årtalen 1973 och 2013, kring kanten på myntets undre finns texten SVERIGES KONUNG I 40 ÅR.

#### 2016–
Detta mynt är gjort av kopparpläterat stål och har 19,5 mm diameter. Det är mindre, tunnare och lättare än tidigare enkronor vilket kräver ombyggnad av myntautomater. De har kung Carl XVI Gustafs porträtt och titel samt präglingsår på framsidan. På baksidan finns symbolen tre kronor, myntmästarmärket, ordet Sverige och valören.

### Falska enkronor
På grund av enkronans ringa värde är det numera sällan den förfalskas. Ett fall uppmärksammades i juni 2012, då det verkade dyka upp falska enkronor, där texten CARL XVI GUSTAF SVERIGES KONUNG ersatts med VÅR HORKARL TILL KUNG. Det var copywritern och amatörkonstnären Karl Fredrik Mattsson som låtit tillverka åtta enkronor och gett dessa till släktingar och vänner för att sedan be dem kontakta pressen. Processen, efterverkningarna och mediebevakningen har filmats och filmen är en del av konstprojektet.

## Norska enkronor
Norska enkronor har präglats sedan 1875. Dagens norska enkrona har präglats sedan 1997 och har 21 mm diameter och väger 4,35 g. Den har ett hål i mitten och består av 75% koppar och 25% nickel.

## Danska enkronor
Danska enkronor har präglats sedan 1875. Dagens danska enkrona har präglats sedan 1993 och har 20,25 mm diameter och väger 3,6 g.